# Карбън (окръг, Юта)
Вижте пояснителната страница за други значения на Карбън.
Окръг Карбън (на английски: Carbon County) е окръг в щата Юта, Съединени американски щати. Площта му е 3845 km², а населението – 20 399 души (2016). Административен център е град Прайс.

## Градове
- Източен Карбън
- Хелпър